# Ахли Ширази
Ахли Ширази (персидский : اهلی شیرازی; полное имя ― Мухаммад ибн Юсуф Ахли Ширази, ок. 1454―1535 гг.) ― персидский поэт.
Считается, что Ахли Ширази жил в городе Ширазе в Иране примерно с 858 по 942 год хиджры (то есть около 1454―1535 гг. по христианскому летоисчислению), и когда он умер, его тело было похоронено в гробнице Хафеза там же. О нём сохранились свидетельства, которые говорят о том, что он вёл уединённый образ жизни, пребывал в нужде и что вся его жизнь была наполнена борьбой.
Ахли Ширази особенно преуспел в искусстве словесной изобретательности (tajnisat) и в разных риторических приёмах. Среди его стихотворений можно выделить газели, касыды, рубаи (катрены) и другие типы стихосложения. Одна его пышно украшенная ода подражает известному риторическому сочинению другого персидского поэта Салмана Саваджи и была признана даже более удачной, чем сам оригинал Саваджи; хотя Лотф Али Бег на это и заметил, что из таких риторических приемов не делается настоящая поэзия. Аллегория о любви из маснави Ахли под названием Šam o parvane (завершена в 1489 г.) интересна своим подходом не только к описанию обычного страдания любовника (который называется мотыльком), но и к привязанности, которую возлюбленная (его свеча) развивает к страдающему любовнику, которых в конечно итоге разлучает  «жестокая судьба» при помощи ветра.